# Tachikawa

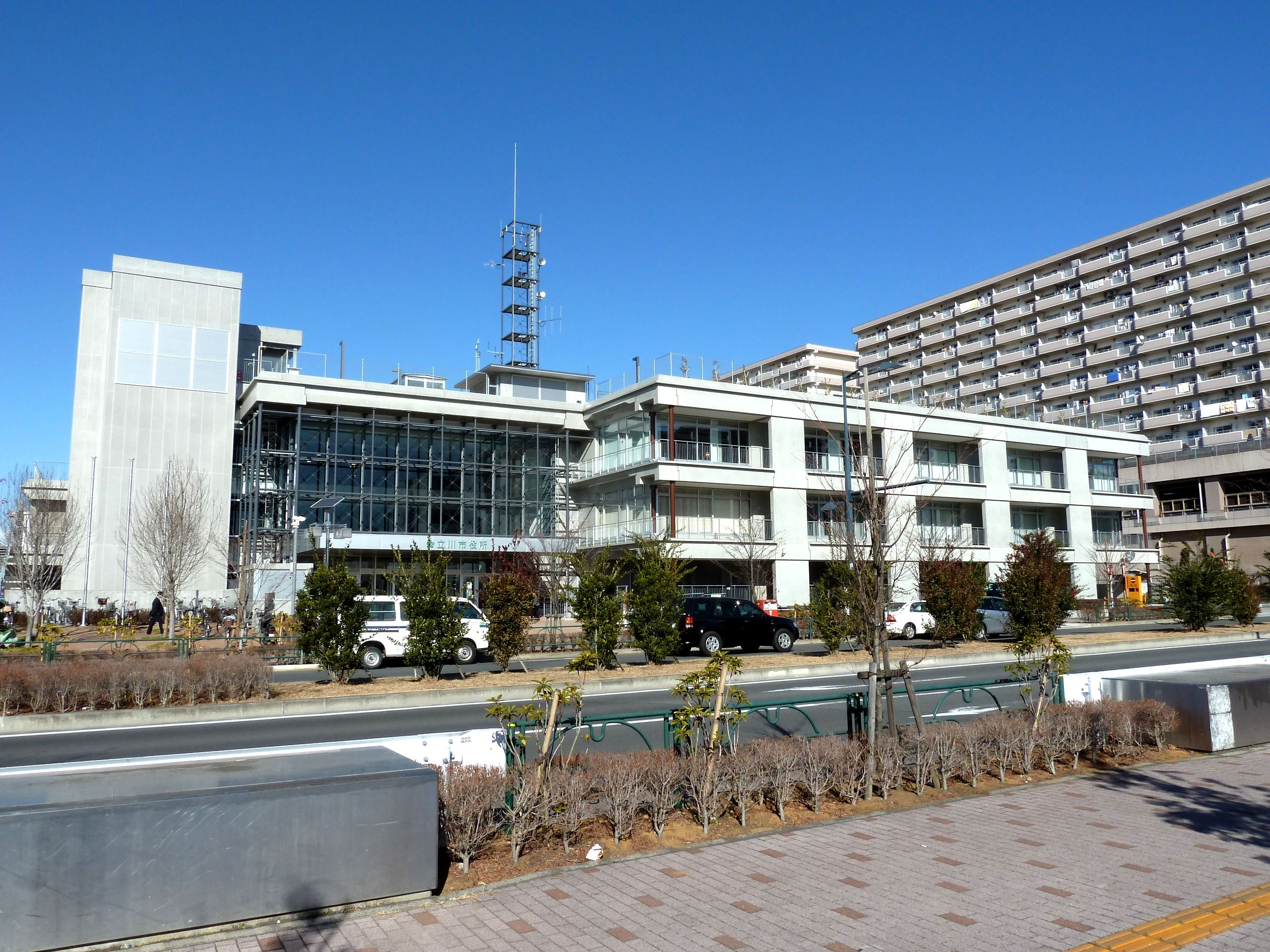
Ajuntament de Tachikawa

Tachikawa (立川市, Tachikawa-shi) és una ciutat i municipi del Tòquio occidental, a la metròpolis de Tòquio, a la regió de Kanto, Japó. El parc memorial Shōwa, construït el 1983, és una important atracció de la ciutat.

## Geografia
La ciutat de Tachikawa es troba localitzada a l'altiplà de Musashino, al centre geogràfic de Tòquio i a la meitat oriental de la regió del Tòquio occidental. El riu Tama flueix entre Tachikawa i la veïna ciutat de Hino. L'aqüeducte del riu Tama o Tamagawa jōsui passa pel nord de la ciutat, existint una important avinguda als costats de la riera. El terme municipal de Tachikawa limita amb els de Musashi-Murayama i Higashi-Yamato al nord, amb Fussa i Akishima a l'oest, amb Kodaira, Kokubunji i Kunitachi a l'est i amb Hino, al sud.

## Història
Fins a la fi del període Tokugawa, la zona que actualment ocupa el municipi de Tachikawa va formar part de l'antiga província de Musashi. En la reforma cadastral posterior a la restauració Meiji, el 22 de juliol de 1878 l'àrea va formar part del ja desaparegut districte de Kitatama, aleshores part de la prefectura de Kanagawa. L'1 d'abril de 1899, amb la creació de la llei de municipis, es funda el poble de Tachikawa. L'1 d'abril de 1893, el districte i tots els seus municipis van passar a trobar-se sota control de l'antiga prefectura de Tòquio. El 1922 es creà l'aeròdrom de Tachikawa per l'Exèrcit Imperial Japonès, sent elevada Tachikawa a la categoria de vila l'any següent, 1923. L'1 de desembre de 1940, Tachikawa va ser elevada a la categoria de ciutat. Tachikawa és, juntament amb Hachiōji, l'únic municipi declarat ciutat per l'antiga prefectura de Tòquio, abans que aquesta es convertira en metròpolis des del 1943 fins a l'actualitat.

## Política i govern

### Alcaldes
Els alcaldes de la ciutat de Tachikawa són els següents:
- Takaki Ogawa (1941-1942)
- Rokurō Miura (1943-1946)
- Satoshi Nakajima (1947-1951)
- Shinichirō Itaya (1951-1955)
- Satoshi Nakajima (1955-1959)
- Mitsuo Sakurai (1959-1967)
- Kiyoshi Suzuki (1967-1971)
- Kōzō Abe (1971-1975)
- Shirō Kishinaka (1975-1987)
- Hisashi Aoki (1987-2007)
- Shōhei Shimizu (2007-present)

## Demografia
| 1920    | 1930    | 1940    | 1950    | 1960   | 1970    | 1980    |
| ------- | ------- | ------- | ------- | ------ | ------- | ------- |
| 9.987   | 19.275  | 41.070  | 63.218  | 81.951 | 117.057 | 142.675 |
| 1990    | 2000    | 2010    | 2020    | 2030   | 2040    | 2050    |
| 152.824 | 164.709 | 179.503 | 181.171 | -      | -       | -       |

## Transport

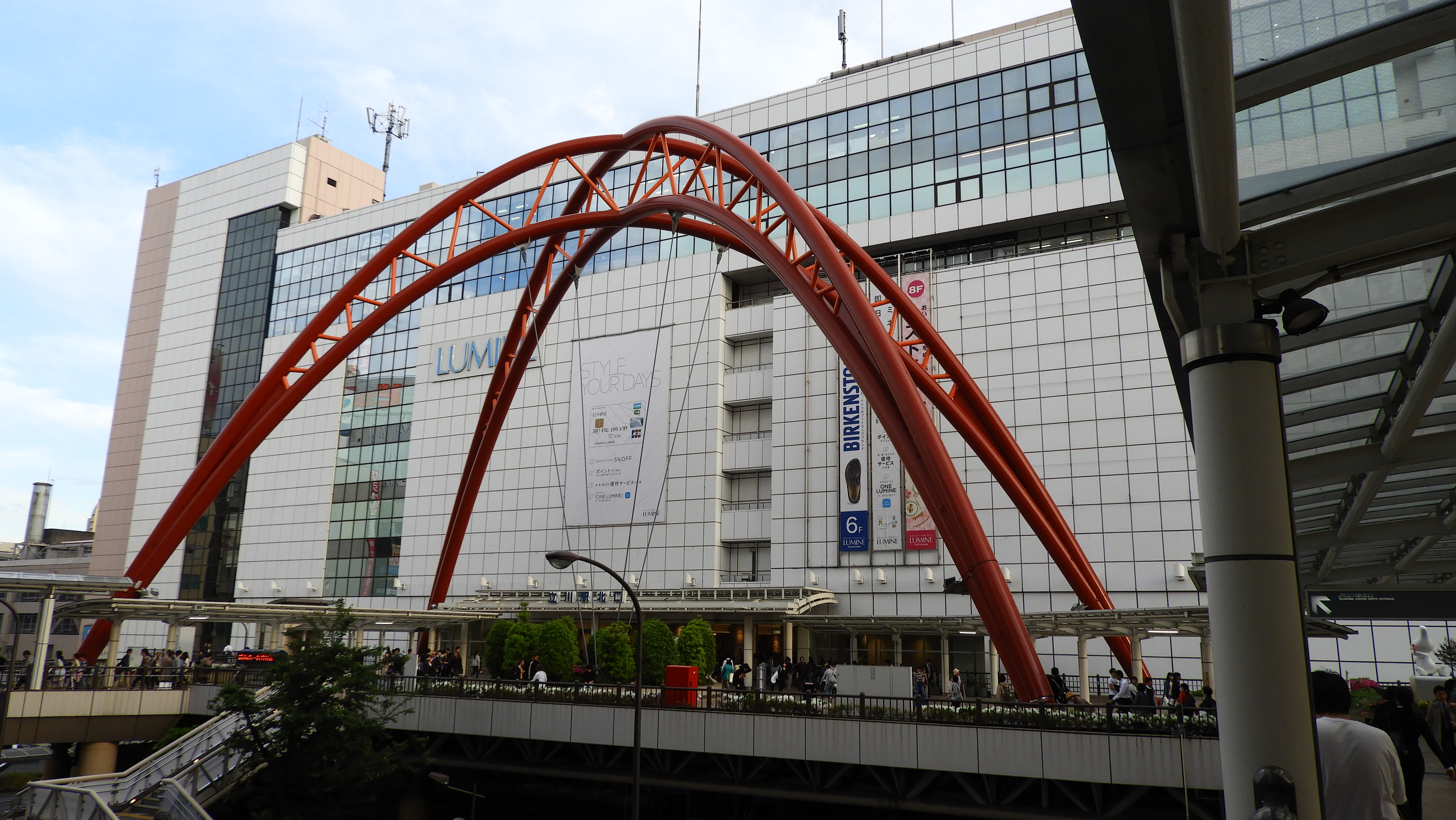
Estació de Tachikawa

### Ferrocarril
- Companyia de Ferrocarrils del Japó Oriental (JR East)
  - Tachikawa - Nishi-Tachikawa - Nishi-Kunitachi
- Ferrocarril Seibu
  - Tamagawa-Jōsui - Musashi-Sunagawa - Seibu-Tachikawa
- Monocarril Metropolità de Tama
  - Shibasaki-Taiikukan - Tachikawa-Minami - Tachikawa-Kita - Takamatsu - Tachihi - Izumi-Taiikukan - Sunagawa-Nanaban

### Carretera
Pel terme municipal de Tachikawa no hi passa cap autopista ni carretera nacional, només vies d'àmbit prefectural propietat del Govern Metropolità de Tòquio.

## Agermanaments
- San Bernardino, Califòrnia, EUA. (23 de desembre de 1959)
- Ōmachi, prefectura de Nagano, Japó. (25 de març de 1991)